# 肥後ドッコイ
肥後ドッコイ（ひごドッコイ）は、日本のお笑いコンビである。主に熊本県を中心に活動。2011年コンビ結成。ばってん荒川芸能事務所所属。

## メンバー
- イサオ（別名義：ばってん荒川Jr.、1984年2月14日 - ）
  - 本名：米嵜 勲（よねざき いさお）。
  - 熊本県熊本市出身。
  - 血液型はB型。
- ミートボール岡部（1982年6月14日 - ）
  - 本名：岡部 大（おかべ ひろし）。
  - 熊本県上益城郡甲佐町出身。
  - 血液型はA型。

### 元メンバー
- マッコイ本田（1987年6月8日 - ）
  - 本名：本田 亨士朗（ほんだ きょうしろう）。
  - 熊本県阿蘇郡高森町出身。
  - 血液型はO型。

## 概要
- 2011年4月 熊本お笑い-1グランプリ優勝
- 2011年4月 上海笑う劇場出演
- 2012年より肥後にわかの舞台に出演
- 2013年 自主ライブ『笑劇ライブ』開催（東京阿佐ヶ谷アートスペースプロット）
- 2014年　お笑いライブ「笑漫」出演（東京なかの芸能小劇場）
- 2014年から2020年まで年2回、お笑いライブ「アップアップライブ」出演（東京しもきた空間リバティ）
- 2015年8月 上野広小路亭にて漫才披露
- 2016年12月 三遊亭好太郎独演会出演（ゲスト：林家木久扇、ポカスカジャン、肥後ドッコイ）
- 2020年11月 ルミネtheよしもとの舞台にて漫才披露
- 2021年12月 九州お笑いバトル優勝（福岡）
- 2022年4月熊本で初の主催ライブ「XLIVE」開催（熊本市民会館、動員約270名）
- 2022年9月主催ライブ「XLIVE vol.2」開催（熊本市民会館、動員約280名）
- 2023年4月主催ライブ「XLIVE vol.3」開催（熊本市民会館、動員約300名）
- 2023年7月、初単独ライブ「ばってん荒川Jr.単独ライブ」開催（熊本市民会館、動員約250名）
- 2024年4月、主催ライブ「XLIVE vol.4」開催（熊本市民会館、動員約280名）
- 2024年8月、肥後ドッコイ×ブーゲンビリア　広島ツーマンライブ開催（広島フォレストシアター）
- 2024年9月、主催ライブ「XLIVE vol.4.5」開催（熊本市民会館、動員約250名）
- 2025年4月、主催ライブ「XLIVE vol.5」開催（熊本市民会館、動員約260名）

## 賞レース成績
- ザ・グレイテスト笑漫2025 （九州、中国、四国地方の 賞レース）　　　　　         第1回　準優勝
- R-1ぐらんぷり（現・R-1グランプリ）ばってん荒川Jr.のみ
  - 2015年 - 2回戦進出
  - 2016年 - 2回戦進出
  - 2017年 - 2回戦進出
  - 2018年 - 2回戦進出
  - 2019年 - 2回戦進出
  - 2022年 - 2回戦進出
  - 2025年 - 2回戦進出
- M-1グランプリ
  - M-1グランプリ2017 - 2回戦進出
  - M-1グランプリ2018 - 2回戦進出
  - M-1グランプリ2020 - 2回戦進出
  - M-1グランプリ2021 - 2回戦進出
  - Ⅿ-1グランプリ2022 - 2回戦進出(イサオのみ)
  - M-1グランプリ2023 - 2回戦進出
  - M-1グランプリ2024- 2回戦進出

## 出演

### テレビ
- 『パチプレTV-R』（熊本朝日放送） - ばってん荒川Jr.のみ
- 『パチゲットテレビ』（熊本県民テレビ） - コンビそれぞれで出演
- 『さしよりご勘弁』（熊本朝日放送） -

### CM
- 藤嶋 天然温泉ばってんの湯・天然温泉一休・植木温泉星の湯（現在は、天然温泉ばってんの湯のみの営業） - コンビ出演
- 西山石材 - ばってん荒川Jr.のみ
- あげたて - ミートボール岡部のみ